# 戴書
戴書（1467年—？），字天錫，號魯溪，湖廣武昌府崇陽縣人，軍籍，明朝政治人物。

## 生平
弘治八年（1495年）乙卯科湖廣鄉試第三十三名舉人。弘治十五年（1502年）中式壬戌科會試第一百六十四名，三甲第八十二名進士。历官大理寺署右寺正，正德六年（1511年）十一月出为四川佥事，十一年十月升陕西苑马寺少卿，改甘肃兵备副使，十三年九月以不職為巡撫都御史所劾令致仕。
明世宗即位，正德十六年七月起用于家，历官雲南按察司副使，嘉靖九年（1530年）五月升贵州按察使，十一年四月升广西右布政使，轉江西左布政使，十三年二月升都察院右副都御史、巡撫貴州等處地方。

## 家族
曾祖戴乾震；祖父戴東津；父戴清，巡檢。前母曾氏；母金氏。慈侍下。兄戴璁。弟戴瑀。